# Codex Runicus

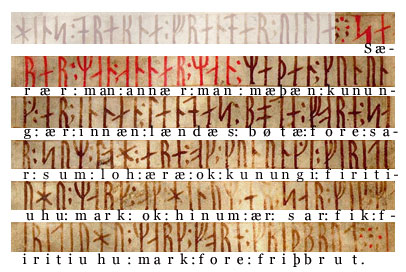
Sida 27 med translitteration:Sårar en man en annan man medan konungen är i landet,...

Codex Runicus är en handskrift, så kallad kodex, från cirka år 1300. Den har signum AM 28 8vo. Den är skriven med runor på pergament och kallas därför Codex Runicus, ungefär ”runiska kodexen” eller ”runkodexen”. 
Codex Runicus är en av de två äldsta och bästa källorna till Skånelagen. Huvuddelen består av Skånelagen med vissa tillägg samt Skånska kyrkorätten. En annan skrivare har sedan skrivit in två danska kungalängder samt de två gränsberättelserna Landamäri (’’Danaholmsfördraget’’) och Västgötalagens gränslista, den sista endast delvis. På sista bladet står en kort bön samt två rader noter med tillhörande text som är den kanske äldsta nedtecknade nordiska balladen (folkvisan). Den lyder "Drømde mik en drøm i nat um silki ok ærlik pæl".

## Handskriften
Handskriften omfattar 101 blad och således 202 sidor. I den traditionella bladnumreringen tog man inte med det främre omslagsbladet, så blad 1r (eller fol. 1r) motsvaras av sid. 3. Den mäter 177 × 125 mm. Varje sida är linjerad med fjorton linjer. Kapitelrubrikerna är skrivna med rött bläck, och vissa kortare stycken är helt skrivna med rött. Initialerna är också skrivna med rött, och några av dem är dekorerade. Den har av Köpenhamns universitet gjorts tillgänglig på nätet.

Handskriftens ålder är osäker, men den dateras till tiden mellan 1275 och 1300. Den senare delen av handskriften kan vara lite yngre: där talas i en kungalängd om att "då var Erik kung Eriks son och hans drottning hette Ingeborg". Erik Menved gifte sig med Magnus ladulås dotter Ingeborg år 1296, så detta stycke måste vara yngre än så. Det är osäkert om verbformerna "var" och "hette" betyder att stycket skrevs efter 1319, då Erik Menved dog.

På 1600-talet tillhörde manuskriptet den danske fornforskaren Ole Worm, som också lät trycka bilagorna 1642. Under 1700-talet ägdes den av samlaren Árni Magnússon, och nu förvaras den i de Arnamagneanska samlingarna i Köpenhamns Universitetsbibliotek med beteckningen AM 28 8vo.

Handskriften kallades tidigare även Codex Wormianus efter Ole Worm, men detta namn används numera för en annan handskrift (AM 242 fol.) som innehåller den yngre Eddan. 

Forskaren Peter Sawyer har dock använt namnet "Codex Wormianus" med syftning på Codex Runicus ännu 1988 och 1991.

## Runskriften
Codex Runicus är den överlägset längsta runtexten i världen, om man bortser från vad som kan ha publicerats under modern tid från slutet av 1800-talet och framåt. Det har antagits att den tillkommit som en följd av det intresse för runor, som kung Valdemar II (1202–1241) visade.
Den yngre, 16-teckniga runraden utökades med fler tecken och justerades så att man erhöll en fullständig motsvarighet till det latinska alfabetet och man började ställa upp tecknen som ett runalfabet. Förändringen började redan omkring år 1000 genom införandet av stungna runor. Genom en prick mitt på runan i erhölls ett tecken för e, och en prick i övre vinkeln på k gav en runa för g. 

Det runalfabet som visas här har ett stunget t för d, ett stunget th för dh, ett stunget b för p, ett stunget f för v och ett stunget u för y. Av dessa används i Codex Runicus de stungna runorna d och v. Runan dh används inte alls, för p används ett tecken som närmast liknar ett K och för v används u. Runradens runa ”yr” stod tidigare för ett särskilt r-ljud, men behövdes inte sedan uttalet av de två r-ljuden hade sammanfallit. Runan, som ser ut som en störtad m-runa, togs istället i bruk för att beteckna ljudet y. Stunget u används dock sporadiskt (t.ex. sidan 197 rad 8).
Vokaltecknen reglerades så att a och o skrevs med en respektive två kvistar snett nedåt på vänster sida om stapeln, medan för ae och oe (ä och ö) snedstrecken fick fortsätta uppåt på höger sida om stapeln. C och z betecknades med hakar som var en del av runan s.
Codex Runicus uppvisar ytterligare några egenheter. Den vanliga teckenkombinationen gh – som i dagh, skogh etc – skrivs med enbart runan h.

Pricken på de stungna runorna e och d har dragits ut till ett kort tvärstreck. En stungen l-runa förekommer, kanske som tecken för ett tjockt l. Den transkriberas med L. Runan användes inte konsekvent, men till exempel skrevs ordet ”mellan” ofta ” mæLlin”.

## Skånelagen
Om handskriften kan dateras till tiden runt år 1300, återstår ändå att bestämma hur gammal den text är, som den innehåller. I själva Skånelagen är inarbetad Knut VI:s stadga om dråp från år 1200 samt några stadgar av Valdemar II, som blev kung 1202. Däremot är Valdemar II:s stadga om dråp inte inarbetad utan den är skriven separat som ett tillägg. Järnbörden avskaffades av kyrkan vid det fjärde Laterankonciliet 1215 och Valdemar utfärdade snart därefter en stadga som förbjöd denna form av gudsdom i Danmark. Eftersom järnbörd står kvar i lagtexten och Valdemars stadga har bifogats som ett tillägg, kan man sluta sig till att Skånelagen här återges i den form den hade fått efter 1202 men före 1215.

Handskriften innehåller även Skånska kyrkorätten.
Den förste skrivaren slutar mitt i Tillägg III:1 till Skånelagen

(blad 91v = sid. 184); sedan saknas ett antal blad.

## Kungalängderna
Resten av handskriften är skriven av en annan skrivare, troligen inte mycket senare än den första delen.

De två kungalängderna finns på blad 92r-97r, motsvarande sid. 185–195. De börjar mitt i en längd.
Längden slutar – med versaler och interpunktion tillagda: "Þa uar Erik kunung. Þa uar Erik, Erik kunungs sun. Inggiborh het drotning hans."

## Gränsberättelserna
Handskriften innehåller på blad 97r–100r, motsvarande sid. 195–201, de två gränsberättelserna Landamäri och Västgötalagens gränslista. Landamäri inleds med rött bläck: "här byrias landamärke mäLlin danmark ok sueriki Ömunder slema var kunung i opsalum ok suen tiuhuskäg i danmark þe sattu riftir mällin rikin mällin sueriki ok danmark" Kungarna lät sätta upp sex gränsstenar; den sista stod vid Brömsebro "mellan Blekinge och Möre".
Västgötalagens gränslista räknar upp drygt etthundra gränsmärken runt Västgöta lagsaga. Från den lilla ön Danaholmen utanför Göta älvs mynning följer listan gränsen mellan Västergötland och Halland söderut till sjön Fegen. Där möter Småland och nästa serie gränsmärken följer gränsen mellan Västergötland och Småland från Fegen till Vättern. Tre kortare listor bestämmer gränsen mellan Dalsland och Norge. Den danske skrivare som kopierade de två gränsberättelserna trodde kanske – åtminstone ursprungligen – att båda handlade om gränsen mellan Danmark och Sverige, så när han kom till slutet på den andra serien: "från Dumnärmosse och till Dumn, från Dumn och till Vättern", så räddade han situationen genom att ändra slutet: "från Dumn och till Österhavet mellan Blekinge och Möre". Och där slutade han. Detta har kallats "ett tendentiöst misstag"

och "en förfalskning".

Samma slut finns bevarat i en handskrift J 76 i Linköping som innehåller Magnus Erikssons landslag och Västgötalagens kyrkobalk.

## Skrivarens vers
Direkt efter slutet av gränsberättelsen står orden
uar faþir þær i himmiriki ær göme tuli fran … ok …… h…
dvs.
Vår fader som i himmelriket är
bevare Tule från __ och _____ h__
Det var vanligt att skrivaren avslutade en lag eller en balk med två rimmade rader. I Hälsingelagen står en vers efter varje balk, såsom denna: ” Konungabalken lyktas så/ Gud låte oss alla himmelrikets nåd få. Amen”.

På samma sätt är det i Södermannalagen, vars Tjuvabalk avslutas med versen: "Nu är sagt, som I haven hört/ om tjuvnad och så om fynd./ Gud bättre dem som orätt hava gjort/ och förlåte oss all vår synd."

Västgötalagen slutar med ett kärvt: ”Göre den lede sig vred”, dvs. låt djävulen bli arg, han som är upphov till alla brott. Vi har skydd i lagen, som dessutom börjar med orden ”Kristus är främst i vår lag”. 

Vad i detta fall ”den enkle skrivaren, som med en bönesuck på medeltidens sätt räddar sitt namn åt eftervärlden,” 

önskade skydd mot vet vi inte, eftersom orden är utraderade. Rörde det sig om svält, nöd och liknande fanns det väl ingen anledning att radera. Några personnamn var det knappast frågan om. En gissning är att Tule nämnde den Onde i en mening av typen ”bevare Tule från Fan och Satans här” och att någon annan person inte ville se boken nedsmutsad med Djävulens namn.

## Balladfragmentet

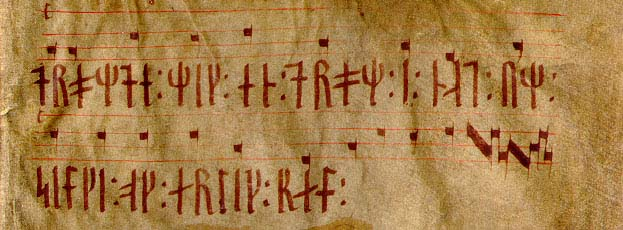
Runor med notskrift.

Allra nederst på sidan 201 slutar texten med en vers jämte noter i koralnotskrift. Det antas att detta är början på en ballad, som annars är okänd. Det skulle då röra sig om det äldsta bevarade fragmentet av en nordisk ballad (”folkvisa”). Texten lyder
drömde mik en dröm i nat
um silki ok ærlik pæl
ærliker betydde på medeltiden, både på danska och svenska, ”ärofull”, ”ärevördig”, ”förnäm”, ”ståtlig”, men inte "ärlig". 
 

pæl betecknade ett praktfull och dyrbart tyg, ofta använt i översättningar där latinet talade om purpurtyg och purpurkläder. 

Översättningen blir då:
Jag drömde mig en dröm i natt
om silke och praktfullt (purpur-)kläde
En parallell finns i balladen ”Palle Bossons död”: 

Han kläder sig i silke
så ock i ädel päll
Det finns olika uppfattningar om hur notskriften skall tydas. En tolkning användes i 50 år som paussignal i den danska riksradion.

## Förfalskning
Det finns ytterligare en laghandskrift som är skriven med runor. Den förvaras på Kungliga biblioteket med beteckningen KB C 14 och innehåller den norska Borgartingslagens kristenrätt.   Även denna ansågs länge vara en "codex runicus", men har senare visat sig vara en förfalskning från slutet av 1600-talet, av den dåvarande kyrkoherden i Hedemora, Nils Rabenius.[källa behövs]